# Erwin Nyc
Erwin Günther Nytz ou Edward Piotr Nyc (né le 24 mai 1914 à Kattowitz dans l'Empire allemand et mort le 1er mai 1988) était un joueur de football international polonais, silésien.

## Biographie
Né Erwin Nytz, sa Silésie natale fait partie de la Pologne après le Traité de Versailles et il polonise son nom en 1934 (Edward Nyc). Durant la Seconde Guerre mondiale, il réutilise son ancien nom, Nytz. 
À la fin des années 1930, Nyc joue pour le Polonia Varsovie, et joue ensuite dans l'équipe de Pologne de football. Il participe au match légendaire durant la coupe du monde 1938 contre le Brésil (défaite 5-6 le 5 juin 1938 à Strasbourg en France).
Durant la Seconde Guerre mondiale, Nyc retourne en Haute-Silésie, il joue dans l'équipe allemande du 1. FC Katowice, qui est contrôlée par les dignitaires nazis locaux. Il est appelé pour rejoindre la Luftwaffe, où il joue dans des clubs militaires, d'abord à Fürstenwalde dans la région berlinoise, après à Markersdorf en Autriche. Il prend part aux stages de sélection organisées par l'entrainer du Reich, Josef Herberger. 
Après la guerre, Nyc comme bien d'autres Silésiens de Pologne a des problèmes avec le gouvernement communiste polonais. Considéré comme un traitre, un groupe de joueurs de Cracovie et de Varsovie affirment qu'il ne trahirait jamais la Pologne. Nyc avait en plus le soutien actif de nombreuses organisations de supporters polonais.